# Christopher Mies
Christopher Mies, född 24 maj 1989, är en tysk professionell racerförare och fabriksförare för Audi Sport.
Han kör för närvarande ADAC GT Masters i Tyskland för Land Motorsport samt Blancpain Endurance Series och Blancpain Sprint Series för Audi Team WRT. Han blev mästare i Blancpain Endurance Series 2012 i Audi Team WRT tillsammans med Stéphane Ortelli och Christopher Haase.

## Racingkarriär
Han är en tvåfaldig mästare av det prestigefyllda loppet ADAC Zurich Nürburgring 24-timmars som han vann 2015 och 2017, båda gångerna i en Audi R8 LMS GT3. 2015 delade han bil med Nico Müller, Edward Sandström och Laurens Vanthoor och tog segern i debuten av senaste generationen av Audi R8, och 2017 delade han bil med Kelvin van der Linde, Connor De Phillippi och Markus Winkelhock och vann efter stor dramatik.